# Râul Valea Livezii
Râul Valea Livezii este un afluent al râului Turcu. 

## Hărți
- Harta județului Brașov